# 野中光男
野中 光男（のなか みつお、1944年〈昭和19年〉 - ）は、日本の陸上自衛官。。1佐までの職種は野戦特科。
佐賀県出身。現在は埼玉県在住。

## 略歴
福岡県立修猷館高等学校を経て、防衛大学校第12期卒業。同期に先崎一初代統合幕僚長など。
1968年（昭和43年）3月、陸上自衛隊入隊（1等陸曹）。
1980年（昭和55年）1月、3等陸佐。1983年（昭和58年）7月、2等陸佐。
1987年（昭和62年）1月、1等陸佐。1991年（平成03年）3月16日、第4特科群長兼上富良野駐屯地司令。1992年（平成04年）6月15日、陸上幕僚監部人事部補任課長。
1993年（平成05年）7月1日、陸将補昇任。1994年（平成06年）7月1日、中部方面総監部幕僚副長。在職中に松島悠佐総監の指揮の下、阪神・淡路大震災の災害対処に当たる。1996年（平成8年）7月1日、陸上幕僚監部調査部長。1997年（平成9年）7月1日、東部方面総監部幕僚長兼朝霞駐屯地司令。
1998年（平成10年）7月1日、陸将昇任、第21代第4師団長。1999年（平成11年）12月10日、第2代情報本部長。2001年（平成13年）12月3日、第30代 東北方面総監。
2002年（平成14年）12月2日、退官。
2015年（平成27年）11月3日、瑞宝中綬章。